# Швед Геннадій Леонідович
Генна́дій Леоні́дович Швед (1975—2022) — прапорщик Збройних сил України, відзначився у ході російського вторгнення в Україну.

## Нагороди
- орден «За мужність» III ступеня (2022, посмертно) — за особисту мужність під час виконання бойових завдань, самовіддані дії, виявлені у захисті державного суверенітету та територіальної цілісності України, вірність військовій присязі.